# Castel Ivano
Castel Ivano är en ort och kommun i provinsen Trento i regionen Trentino-Sydtyrolen i Italien. Kommunen hade 3 306 invånare (2018).
Kommunen Castel Ivano bildades den 1 januari 2019 genom en sammanslagning av de tidigare kommunerna Spera, Strigno och Villa Agnedo. Den 1 juli 2016 tillkom den tidigare kommunen Ivano-Fracena.